# Stazione di Montefiascone
Stazione di Montefiascone vasútállomás Olaszországban, Montefiascone településen.

## Vasútvonalak
Az állomást az alábbi vasútvonalak érintik:
- Viterbo–Orte-vasútvonal

## Kapcsolódó állomások
A vasútállomáshoz az alábbi állomások vannak a legközelebb:
- Stazione di Viterbo Porta Fiorentina (Viterbo–Orte-vasútvonal)
- Grotte Santo Stefano railway station (Viterbo–Orte-vasútvonal)